# NGC 207
NGC 207 أو إن جي سي 207 هي مجرة حلزونية تبعد عن النظام الشمسي حوالي 178 مليون سنة ضوئية في كوكبة القيطس. تم اكتشافها في 7 ديسمبر 1857 على يد ر. ميتشيل.

## وصلات خارجية
- NGC 207 على موقع ويكي سكاي: DSS2, SDSS, GALEX, IRAS, Hydrogen α, X-Ray, Astrophoto, Sky Map, Articles and images
- SEDS